# الغواصة الألمانية يو-2529
غواصة يو-2529 غواصة يو بوت ألمانية من الفئة الواحدة والعشرون بنيت لسلاح بحرية ألمانيا النازية كريغسمارينه، في أحواض بلوم+فوس في هامبورغ خلال الحرب العالمية الثانية.